# 일마리넨

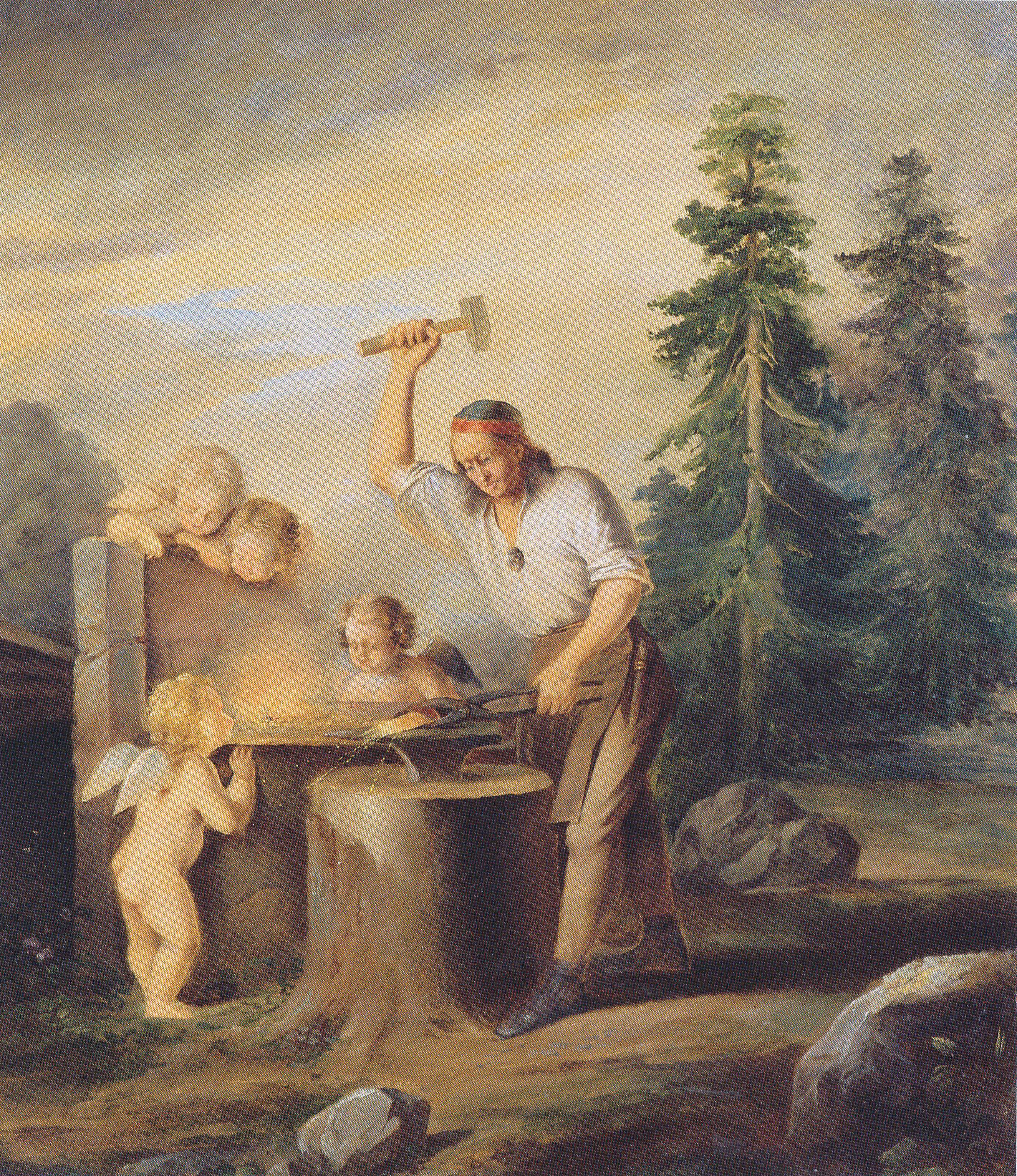
삼포를 만드는 일마리넨.

일마리넨(핀란드어: Ilmarinen)은 핀란드 신화의 등장인물이다. 망치꾼이며 대장장이, 발명가로 불사의 존재이며 무엇이든 쓸모있는 것을 만들어낼 수 있지만 연애운이 지독히 없다. 일마리넨은 신화가 전승되던 당대에 알려져 있던 모든 금속들(황동, 구리, 무쇠, 금은 등)를 모두 다룰 줄 안다. 일마리넨이 만들어낸 물건들 중 가장 대단한 물건은 하늘 돔과 삼포가 있다. 칼레발라에서는 보통 대장장이를 의미하는 문어인 "세포"(seppo)라고 불리며, 이는 핀란드 인명 세포의 어원이기도 하다.